# 地域創生! 旅番組
『地域創生!旅番組』（ちいきそうせいたびばんぐみ）は、BSJapanextで2022年（令和4年）3月28日より、放送されていた旅番組ずつ放送枠。当初は月 - 木曜日の19:00 - 21:00（JST）と金曜日 19:00 - 20:00（同）の計5番組が放送されていたが、2024年1月現在では木曜日20:00 - 21:00放送の「小田井涼平のあい旅」1番組のみが存続し、放送枠としては実質的に終了状態にある（後述）。
それぞれの番組についても本頁で解説する。

## 概要
『地域創生!旅番組』は、BSJapanextの開局と同時に設けられた旅番組放送枠で、当初は月曜日から金曜日までの5つの番組で構成されていた。
各番組は共通コンセプトとして「地域創生」を掲げ、月曜日から木曜日までの番組はそれぞれの担当地域内を旅し、景勝地や地場産業、郷土料理など地域の知られざる魅力を発掘して紹介、金曜日はそれらの番組映像を二次利用しスタジオ出演者がトークする生放送バラエティー番組という構成だった。なお2022年10月のリニューアル以降は同放送枠について「見る 買う つながる 旅Next」とも称していた。
当初の5番組体制から番組数、放送時間ともに段階的に縮小され、2024年1月現在では1番組を残すのみとなっている。なお担当地域制も2023年春の番組数削減に伴い廃止された。

### テレビショッピング
放送開始当初から、各番組の放送途中か本編終了後、またはその両方に、放送局のグループ会社・ジャパネットたかたによる数分間のテレビショッピング枠が設けられていた。番組内で取り上げた郷土料理・食材や工芸品などの中から、いずれか一つが同社により販売されていた（ただし同じ商品が確保出来ない場合は、それに近いものが販売されたり、テレビショッピング枠が休止される場合もあった）。また、当初は金曜日 20:00 - 21:00のテレビショッピング枠（独立番組扱い）でも上記商品を再販売していた（2022年4 - 6月）。
2023年1月中旬より、旅先とは無関係な家電製品等も取り扱うようになり、それまで数分間のテレビショッピング枠全てを充てていた地場産品の取り扱い時間は冒頭の1分間程度に大幅短縮された。また同年3月頃からはCM枠での放送を除きテレショップ枠が全く無くなった期間もあるなど、当初目玉としていたテレショップ色は徐々に薄まっている。

### ローカルCM
当放送枠では、月 - 木曜日の全てでCMを放送する帯スポンサー枠とは別に、番組単位で提供出来るローカル企業向けの広告枠が設けられており、番組自体は全国放送ながら曜日ごとに各地のご当地CMが放映されていた（一例として、九州・沖縄地方を旅する木曜日の旅番組では博多明太子や長崎銘菓などのCMが流れていた）。

### 公式アプリ
放送局の公式スマートフォンアプリ「つながるジャパネット」には番組のリアルタイム配信/見逃し配信機能などの他、視聴者チャット機能にあたる「リアルタイムコメント」がある（放送中のみ利用可能）。
同機能を利用して、各番組の出演者がコメントを書き込み視聴者と交流する場合がある。企画として行われる場合もあるが、出演者が個人的に参加する場合もある。なお、2022年6月からは出演者のみ顔写真のユーザーアイコンを使用可能となったため（一般ユーザーは初期設定のイラストアイコンから変更不可）、なりすまし防止になっている。2022年夏頃の同アプリのアップデートによりTwitter（現「X」）連動機能が追加され、番組コメント欄とTwitterに同時投稿する事が可能となった。これに伴いTwitter連動をして各番組にコメントをした視聴者を対象に、抽選で出演者のサイン入り番組ステッカーをプレゼントする企画が開始された。
また、公開となる前述のチャット欄とは別に、放送時間外でも各番組製作者宛にメッセージを送れる投稿欄があり、2022年10月のリニューアル以降は「視聴者のおすすめの旅先」を募集し、採用者にはご当地食材のカタログギフトなどが進呈される。視聴者が投稿したスポットを番組で実際に訪ねることもある（なお、リニューアル以前の同欄では「視聴者の旅行写真」を募集し「番組で紹介する場合もある」としていたが、実際に紹介されたことはなかった）。また、2022年1月からは前述の番組ステッカーとは別に、出演者が旅先で選んだお土産を視聴者プレゼントする企画が開始され、その応募受付にも同投稿欄が使われている。

### 案内人
放送開始から同年秋の改編までの半年間は、各旅番組で原則として旅先の都道府県出身者など地元ゆかりのゲストが「案内人」として出演していた。ただし案内人のいない放送回もあったほか、「よかたび」では案内人もレギュラー出演だった。秋の改編以降は全ての番組で原則ひとり旅となっている。

### ミニコーナー

#### 終了したコーナー
- HOTワード! ふかぼりくん／ふかぼり 地元メシ - 旅人は出演せず、地元の人達が出演するロケVTRにモグラのキャラクター『フカボリくん』（声：高橋あやな）がアフレコする形で進行されるコーナー[4]。観光スポットや伝統文化等の地元情報を「深掘り」して伝える『HOTワード - 』と、郷土料理や名産の食材を紹介する『 - 地元メシ』の2つのコーナーが放送されていた（月 - 木曜日の各番組で、開局から2022年5月中旬頃まで）。

### 再放送
各番組は放送翌週を中心に1～3回（時期により異なる）リピート放送される。また、編成の都合により上記以外の日時にも不定期に再放送される場合がある。
その際も前述の地元企業を含め、本放送と同じ企業が提供スポンサーとなっている。
BSJapanext以外では、一部の放送回が不定期に、BSテレビ東京や地上波ローカル局のジャパネットたかた買い切り枠（通常はテレショップ番組を放送）にて再放送される場合もある。

### 協力会社
それぞれの旅番組は製作面でも「地域創生」のコンセプトに従い、担当地域（旅先）に所在する（または拠点を設ける）地元番組製作会社等を採用していた（各番組「スタッフ」を参照）。

## 番組

### 現在放送中の番組
- 小田井涼平のあい旅（木曜日、2023年2月2日 - ）

### 過去のレギュラー番組
| 曜日  | 番組名                                               | 放送開始日     | 放送終了日     | 旅人                                      | 旅先                            | 備考                                                                |
| ----- | ---------------------------------------------------- | -------------- | -------------- | ----------------------------------------- | ------------------------------- | ------------------------------------------------------------------- |
| 月    | 徳永ゆうきの『一期一会はなうた旅』                   | 2022年3月28日  | 2022年9月26日  | 徳永ゆうき                                | 北海道・東北                    |                                                                     |
| 火    | 林家三平のおきらく旅                                 | 2022年3月29日  | 2022年9月27日  | 二代目 林家三平                           | 関東・甲信越・中部              |                                                                     |
| 木    | よかたび （石丸謙二郎のよかたび/中澤裕子のよかたび） | 2022年3月31日  | 2022年9月29日  | 石丸謙二郎/中澤裕子                       | 九州・沖縄                      | 旅人・番組名は2週間ごとに交代                                       |
| 金    | アプリで生判定!地域創生プレゼンバトル                | 2022年4月1日   | 2022年9月30日  | （司会）関根勤/小堺一機・（進行）山中秀樹 | （BSJapanext T-1スタジオ）      | 木曜日までの旅番組映像を二次利用したバラエティー番組。 司会は交代制 |
| 木    | コロッケの よかもん珍道中                            | 2022年10月13日 | 2023年1月26日  | コロッケ                                  | 九州・沖縄                      |                                                                     |
| 火    | てくてくひとり旅                                     | 2022年10月11日 | 2023年2月28日  | 月替わり                                  | 関東甲信・東海・北陸            |                                                                     |
| 水→月 | 宮川一朗太のおっ!さんぽ                              | 2022年3月30日  | 2023年4月24日  | 宮川一朗太                                | 関西・中国・四国 ↓ 北海道・東北 | 2022年9月まで水曜日放送、10月より月曜日放送                         |
| 水    | ますおか岡田のええもんWOW! ↓ 名湯秘湯 ゆるり旅       | 2022年10月12日 | 2023年12月20日 | 岡田圭右                                  | 関西・中国・四国 ↓ 全国         |                                                                     |

#### 放送時刻の変遷
- 2022年3月 - 全番組とも19:00 - 21:00の2時間放送、金曜日の関連バラエティー番組（19:00 - 20:00の1時間放送）を含めた5番組体制。
- 同年7月 - 全番組とも19:58 - 21:00の約1時間に統一（19時台が韓国ドラマ放送枠となったため）
- 同年10月　前月の関連バラエティー番組終了に伴い金曜日枠廃止。4番組体制へ。
- 2023年3月 - 火曜枠の番組終了に伴い実質3番組体制に。
- 2023年4月 - 月曜枠の番組終了に伴い2番組体制に。
- 7月 - 放送開始時刻のみ2分間後ろ倒しされ、20:00 - 21:00放送（60分番組）となる。
- 2024年1月 - 水曜枠の番組終了に伴い1番組体制に。

### 特別番組
- 地域創生旅番組・特別編 ニッポンのうまいもん大集結!（2022年7月） ※いずれも各旅番組の映像をテーマ別に編集した総集編番組 
  - 絶品肉グルメスペシャル!!（2022年7月19日（火）19:58 - 21:00）
  - 絶品魚グルメスペシャル!!（同7月21日（木）19:58 - 21:00）

- 新春!極上グルメに旨い酒 伊勢開運めぐり旅（2023年1月3日（火）19:58 - 22:00） - 旅人：宮川一朗太、岡田圭右、コロッケ[5] 旅先：三重県伊勢市・松阪市・鳥羽市

### 前身番組
いずれもBSJapanext開局前に同局運営会社によりパイロット版として製作、BSテレビ東京にて放送された旅番組。いずれも開局後の番組と同様にテレビショッピング連動となっている。
同局の開局後は当旅番組放送枠において都合により通常の番組が放送できない場合の代替番組として再放送される場合があった。
| 初回放送日時                      | 番組名                                                                    | 出演                   | BSJapanextでの放送 | 備考 |
| --------------------------------- | ------------------------------------------------------------------------- | ---------------------- | ------------------ | ---- |
| 2021年9月16日（木）17:58 - 19:49  | 林家三平の越後一会!新潟めぐり旅 ～勝手に応援しちゃってどうもすいません!～ | 林家三平、なぐも友美   | 未放送             |      |
| 2021年11月18日（木）17:58 - 19:49 | 走れ!観光タクシー ～絶景!山形撮りっぷ～                                   | 徳永ゆうき             | 2022年5月16日      |      |
| 2021年11月20日（土）17:30 - 18:30 | マルっと欲張りお土産ジャーニー 〜鹿児島・指宿編〜                         | 中澤裕子               | 未放送             |      |
| 2022年2月19日（土）17:30 - 18:30  | 宮川一朗太のゆるり大人散歩 〜大阪編〜                                     | 宮川一朗太、藤江れいな | 2022年6月8日       |      |

### その他の旅番組
BSJapanextが製作、放送した、「地域創生!旅番組」以外の旅番組
- キャンピングカーでチルり旅（2023年1月 - 放送中、金曜 19:58 - 21:00）
- ソン・シギョンが行く! 秘湯・絶景めぐり旅（2023年3月7日・14日（火）19:58 - 21:00） - 旅人：ソン・シギョン[10] 旅先：秋田県
- ソン・シギョンが行く! 春の伊豆 鉄道ひとり旅（2023年3月28日・4月4日（火）19:58 - 21:00） - 旅人：ソン・シギョン[10] 旅先：静岡県

## 小田井涼平のあい旅
『小田井涼平のあい旅』（おだいりょうへいのあいたび）は、BSJapanextにて2023年2月2日から2024年8月29日まで毎週木曜日 19:58 - 21:00（JST）に放送していたの旅番組。 

### 概要
元純烈メンバーの俳優・小田井涼平が地域の魅力を掘り起こす旅番組。同枠で放送されていた『コロッケのよかもん珍道中』（後述）の後継番組にあたる。なお、小田井にとって純烈卒業後初のレギュラー番組となった。
当初は各地域の魅力を掘り起こすというコンセプトのもと各曜日ごとに担当地域があり、当番組では旅先を九州・沖縄地方に限定していた。また、観光施設や景勝地、飲食店や地元の人々との交流を主な内容としていた一方で宿泊施設が取り上げられる事はほぼなく、日帰り旅行のようなスタイルだった。
2023年4月の放送第11回より番組がリニューアルされ、番組名にもサブタイトルが付き「一度は行きたい極上宿 小田井涼平のあい旅」に変更された。リニューアル後は、同時期に旅番組枠が4番組から2番組へと削減された影響で地域の縛りは無くなったほか、内容も日帰り旅行スタイルから高級旅館などの人気宿泊施設を取り上げるよう変更された。
2024年1月からは再び番組リニューアルされ、番組名は「小田井涼平のあい旅」へと戻された（正式ではないが「一度は食べたいグルメ旅」とサブタイトルが表記される場合もある）。内容も小田井に加えゲスト旅人が出演するほか、番組テーマも従来の「極上宿」に加え「グルメ」「銘酒」などに広げるとしている。なお、水曜日枠の「名湯秘湯ゆるり旅」が2023年末に終了したため、「地域創生! 旅番組」唯一の存続番組となった。

### スタッフ
※2023年2月時点
- ナレーション：伊達淳彦
- 技術：有限会社エーティーシー（福岡市）
- 車両：株式会社アンドフィルムスタジオ（福岡市）
- 編集：有限会社さくら組（広島市。福岡市に支社がある）
- 音効：行本秀樹
- リサーチ：間宮彩子
- AD：濱本郁
- ディレクター：中島智子
- プロデューサー：大石健

### 放送リスト

#### 2023年
| 回 | 放送日   | 旅先                                                                  | 備考                                                                                          |
| -- | -------- | --------------------------------------------------------------------- | --------------------------------------------------------------------------------------------- |
| 1  | 2月2日   | 鹿児島県志布志市                                                      | 『小田井涼平のあい旅』として放送開始（#10まで）                                               |
| 2  | 2月9日   | 宮崎県木城町                                                          |                                                                                               |
| 3  | 2月16日  | 福岡県太宰府市                                                        |                                                                                               |
| 4  | 3月2日   | 佐賀県唐津市                                                          | 特別編成のため前週休止                                                                        |
| 5  | 3月9日   | （宮崎県・鹿児島県）                                                  | #1・2のダイジェスト版                                                                         |
| 6  | 3月16日  | 鹿児島県指宿市                                                        |                                                                                               |
| 7  | 3月23日  | 〃枕崎市                                                              |                                                                                               |
| 8  | 3月30日  | 大分県日田市                                                          |                                                                                               |
| 9  | 4月6日   | 〃豊後高田市                                                          |                                                                                               |
| 10 | 4月13日  | （鹿児島県）                                                          | #6・7のダイジェスト                                                                           |
| 11 | 4月20日  | 福岡県糸島市 お宿「僧伽小野 一秀庵」                                  | 今回より番組内容・タイトルがリニューアルし『一度は行きたい極上宿 小田井涼平のあい旅』へと変更 |
| 12 | 4月27日  | 〃柳川市 お宿「柳川藩主立花邸御花」                                   |                                                                                               |
| 13 | 5月4日   | 熊本県南阿蘇村 お宿「別邸蘇庵」                                       | 舞台出演のため休止した小田井の代役として妻・LiLiCoが出演                                      |
| 14 | 5月11日  | 〃玉名市 お宿「那古井館」                                             | 舞台出演のため休止した小田井の代役として妻・LiLiCoが出演                                      |
| 15 | 5月18日  | （福岡県）                                                            | #11・12のダイジェスト                                                                         |
| 16 | 5月25日  | 長崎県佐世保市 お宿「ホテルヨーロッパ」（ハウステンボス内）           |                                                                                               |
| 17 | 6月1日   | 〃東彼杵町                                                            |                                                                                               |
| 18 | 6月8日   | 「緊急生放送スペシャル」（BSJapanext T-2スタジオ）                    | 過去の放送を振り返り、視聴者からのメッセージを紹介する企画などを放送                          |
| 19 | 6月15日  | 大分県由布市 お宿「草庵秋桜」                                         |                                                                                               |
| 20 | 6月22日  | 〃別府市 お宿「アマネリゾートガハマ」                                 |                                                                                               |
| 21 | 6月29日  | 佐賀県嬉野市 お宿「ハミルトン宇礼志野」                               |                                                                                               |
| 22 | 7月6日   | 〃佐賀市 お宿「古湯温泉 ONCRI」                                       | 今回より放送開始時刻が20:00に変更（放送時間が2分間短縮）                                      |
| 23 | 7月13日  | 「視聴者とつながる生放送スペシャル」（T-2スタジオ）                   |                                                                                               |
| 24 | 7月20日  | 山口県萩市 お宿「萩の宿 常茂恵」                                      | 番組初となる九州以外への旅                                                                    |
| 25 | 8月3日   | 〃長門市 お宿「油谷温泉ホテル楊貴館」                                 |                                                                                               |
| 26 | 8月10日  | 鹿児島県鹿児島市 お宿「妙見石原荘」                                   |                                                                                               |
| 27 | 8月17日  | 〃霧島市 お宿「ヴィラモンペトル」                                     |                                                                                               |
| 28 | 8月24日  | 憧れの極上宿スペシャル（総集編）                                      |                                                                                               |
| 29 | 8月31日  | 熊本県天草市（上島） お宿「天ノ寂」                                   |                                                                                               |
| 30 | 9月7日   | 〃（下島） お宿「五足のくつ」                                         |                                                                                               |
| 31 | 9月14日  | 北海道苫小牧市、白老町                                                |                                                                                               |
| 32 | 9月21日  | 〃登別市 お宿「海の別邸ふる川」                                       |                                                                                               |
| 33 | 9月28日  | 究極ディナーランキング（総集編）                                      |                                                                                               |
| 34 | 10月5日  | 徳島県鳴門市 お宿「Hotel RIDGE」                                      |                                                                                               |
| 35 | 10月12日 | 兵庫県淡路島 お宿「グランシャリオ北斗七星135°」                       |                                                                                               |
| 36 | 10月19日 | 京都府京都市 お宿「NAZUNA京都二条城」                                 |                                                                                               |
| 37 | 10月26日 | 〃（嵐山エリア） お宿「山ばな平八茶屋」                               |                                                                                               |
| 38 | 11月2日  | 年末年始に間に合う極上宿スペシャル（総集編）                          |                                                                                               |
| 39 | 11月9日  | 大阪府 お宿「コンラッド大阪」                                         |                                                                                               |
| 40 | 11月16日 | 〃大阪市（ミナミ） お宿「セントレジスホテル大阪」                     |                                                                                               |
| 41 | 11月23日 | 富山県（黒部宇奈月エリア） お宿「源泉～いずみ～」                     | 2週連続「今行きたい! 秋の富山ふたり旅」 ゲスト：肥後克広（ダチョウ倶楽部）                    |
| 42 | 11月30日 | 〃南砺市、砺波市、射水市 お宿「大牧温泉観光旅館」                     | 2週連続「今行きたい! 秋の富山ふたり旅」 ゲスト：肥後克広（ダチョウ倶楽部）                    |
| 43 | 12月7日  | 新潟県長岡市・弥彦村・新潟市 お宿「穂穂」（岩室温泉）                 |                                                                                               |
| 44 | 12月14日 | 〃長岡市・三条市 お宿「ぽんしゅ館 長岡驛店」「よもぎひら温泉 和泉屋」 |                                                                                               |
| 45 | 12月21日 | 「極上宿の旅!視聴者注目度ランキング」（総集編）                       |                                                                                               |
| 46 | 12月28日 | 「絶景・温泉・グルメ!視聴者注目度ランキング」（総集編）               |                                                                                               |

#### 2024年
| 回 | 放送日       | 旅先                                                    | 備考                                                                                   |
| -- | ------------ | ------------------------------------------------------- | -------------------------------------------------------------------------------------- |
| 47 | 2024年1月4日 | 宮城県松島町                                            | 番組リニューアルに伴い番組名が「小田井涼平のあい旅」に戻る。 ゲスト：澤穂希            |
| 48 | 1月11日      | 〃仙台市                                                |                                                                                        |
| 49 | 1月18日      | 福岡県福岡市                                            | ゲスト：原口あきまさ                                                                   |
| 50 | 1月25日      | 〃北九州市                                              | ゲスト：原口あきまさ                                                                   |
| 51 | 2月1日       | 「視聴者注目!名湯秘湯ランキング」                       | 2023年放送分の総集編                                                                   |
| 52 | 2月8日       | 兵庫県神戸市                                            | ゲスト：浅野ゆう子                                                                     |
| 53 | 2月15日      | 〃（有馬温泉）                                          | ゲスト：浅野ゆう子                                                                     |
| 54 | 2月22日      | 三重県伊勢市・鳥羽市                                    |                                                                                        |
| 55 | 2月29日      | 〃鳥羽市・松阪市                                        |                                                                                        |
| 56 | 3月7日       | 「小田井涼平×ゲストイチオシ!絶景&絶品グルメスペシャル」 |                                                                                        |
| 57 | 3月14日      | 福岡県福岡市（志賀島）、朝倉市（原鶴温泉ほか）          | ゲスト：船越英一郎、貴島明日香（同局の銘酒番組「大人の嗜呑」とのコラボレーション企画） |
| 58 | 3月21日      | 長崎県「ローカル線で行く!島原→長崎横断旅」              |                                                                                        |
| 59 | 3月28日      | 新潟県                                                  |                                                                                        |
| 60 | 4月4日       |                                                         |                                                                                        |
| 61 | 4月11日      |                                                         |                                                                                        |
| 62 | 4月18日      | 富士山ぐるり鉄道旅編（前編）                            |                                                                                        |
| 63 | 4月25日      | 富士山ぐるり鉄道旅編（後編）                            |                                                                                        |
| 64 | 5月2日       | 和歌山県南紀白浜                                        |                                                                                        |
| 65 | 5月9日       | 和歌山県和歌山市                                        |                                                                                        |
| 66 | 5月16日      |                                                         |                                                                                        |
| 67 | 5月23日      | 北海道函館（前編）                                      |                                                                                        |
| 68 | 5月30日      | 北海道函館（後編）                                      |                                                                                        |
| 69 | 6月6日       | 北海道札幌                                              |                                                                                        |
| 70 | 6月27日      | 北海道小樽                                              |                                                                                        |
| 71 | 7月4日       | 宮崎県宮崎市                                            |                                                                                        |
| 72 | 7月11日      | 北海道（総集編）                                        |                                                                                        |
| 73 | 7月18日      | 生放送SP                                                |                                                                                        |
| 74 | 7月25日      |                                                         |                                                                                        |
| 75 | 8月15日      |                                                         |                                                                                        |
| 76 | 8月22日      | 長崎県長崎市                                            |                                                                                        |
| 77 | 8月29日      | 重大発表!緊急生放送                                     |                                                                                        |

## 徳永ゆうきの『一期一会はなうた旅』
「徳永ゆうきの『一期一会はなうた旅』」（とくながゆうきの いちごいちえ はなうたたび）は、BSJapanextで2022年3月28日から同年9月26日まで毎週月曜日に放送されていた旅番組。放送時刻は当初19:00 - 21:00、7月からは同19:58 - 21:00（いずれもJST）。
旅先を北海道・東北地方に限定している。

### 概要
演歌歌手の徳永ゆうきが、はなうたと共に北海道・東北地方7道県を巡り、地元の人達とふれあい歌を送る旅番組。

### エピソード
- 徳永が「撮り鉄」を趣味としているため、旅先で遭遇した鉄道車両を撮影することが度々あり、番組ロゴにも電車とカメラのイラストが描かれている。また、徳永が鉄道員のアナウンス風の声色で話す時もある。

- 2022年4月11日、番組放送中に局公式アプリ「つながるジャパネット」のリアルタイムコメント（チャット機能）に徳永が『【公式】徳ちゃん』のニックネームで書き込み視聴者と交流する企画が実施された。視聴者からの書き込みは1000件に達した[18]。
- 徳永は雨男を自称していて、番組でも度々ネタにしている。実際に番組初回から雪や雨天、曇天など天候不順続きとなり、更には新浜レオン代役回や制作休止時の代替番組でもそれが続いたため、初めて終始快晴となったのは実に第9回の青森県弘前市編だった。

### スタッフ
- 技術：テレモアドットコム[19]
- リサーチ：間宮彩子
- ディレクター：柴野政之
- 編集：S-story
- 音効：M-TANK
- AD：堂前力真
- プロデューサー：大石健

### 放送リスト
| 回 | 放送日        | 旅先                                                                              | 案内人                                                                            | 備考                                                                    |
| -- | ------------- | --------------------------------------------------------------------------------- | --------------------------------------------------------------------------------- | ----------------------------------------------------------------------- |
| 1  | 2022年3月28日 | 北海道えりも町・様似町                                                            | さくらまや                                                                        | 当初の放送時間19:00 - 21:00                                             |
| 2  | 4月4日        | 〃札幌市                                                                          | さくらまや                                                                        |                                                                         |
| 3  | 4月11日       | 秋田県秋田市                                                                      | 高田由香                                                                          | 徳永が公式チャットに初参加（『公式アプリ』を参照）                      |
| 4  | 4月18日       | 〃横手市                                                                          | 高田由香                                                                          |                                                                         |
| 5  | 4月25日       | 宮城県気仙沼市                                                                    | はすみ奈緒                                                                        | 徳永舞台出演のため代役 「新浜レオンの『一期一会はなうた旅』」として放送 |
| 6  | 5月2日        | 〃松島町                                                                          | はすみ奈緒                                                                        | 徳永舞台出演のため代役 「新浜レオンの『一期一会はなうた旅』」として放送 |
| 7  | 5月9日        | #5の再放送                                                                        | #5の再放送                                                                        |                                                                         |
| 8  | 5月16日       | 「走れ!観光タクシー〜絶景山形撮りっぷ〜」（BSテレ東、2021年11月18日放送）の再放送 | 「走れ!観光タクシー〜絶景山形撮りっぷ〜」（BSテレ東、2021年11月18日放送）の再放送 | 徳永が公式チャットに参加                                                |
| 9  | 5月23日       | 青森県弘前市・黒石市                                                              | りんごちゃん                                                                      |                                                                         |
| 10 | 5月30日       | 〃田子町                                                                          | りんごちゃん                                                                      |                                                                         |
| 11 | 6月6日        | 福島県猪苗代町                                                                    | 箭内夢菜                                                                          | 徳永が公式チャットに参加                                                |
| 12 | 6月13日       | 〃二本松市                                                                        | 箭内夢菜                                                                          |                                                                         |
| 13 | 6月20日       | #10の再放送                                                                       | #10の再放送                                                                       |                                                                         |
| 14 | 6月27日       | #11の再放送                                                                       | #11の再放送                                                                       |                                                                         |
| 15 | 7月4日        | 岩手県盛岡市                                                                      | 山川恵里佳                                                                        | 6月20日放送予定から延期。 今回より放送時間が19:58 - 21:00に短縮         |
| 16 | 7月11日       | 〃久慈市・洋野町                                                                  | 山川恵里佳                                                                        |                                                                         |
| 17 | 7月25日       | 山形県南陽市                                                                      | 工藤あやの                                                                        | 北海道・東北エリア全道県訪問を達成（新浜レオン回含む）                  |
| 18 | 8月1日        | 〃鶴岡市                                                                          | 工藤あやの                                                                        |                                                                         |
| 19 | 8月8日        | 北海道鹿部町・森町                                                                | なし                                                                              |                                                                         |
| 20 | 8月15日       | 〃富良野市                                                                        | なし                                                                              |                                                                         |
| 21 | 8月22日       | 宮城県石巻市                                                                      | なし                                                                              |                                                                         |
| 22 | 8月29日       | 〃女川町                                                                          | なし                                                                              |                                                                         |
| 23 | 9月5日        | 秋田県 湯沢市・横手市                                                             | なし                                                                              |                                                                         |
| 24 | 9月12日       | 〃秋田市                                                                          | なし                                                                              |                                                                         |
| 25 | 9月26日       | 総集編                                                                            | 総集編                                                                            | 最終回                                                                  |

## 林家三平のおきらく旅
『林家三平のおきらく旅』（はやしやさんぺいの おきらくたび）は、BSJapanextで2022年3月29日から同年9月27日まで毎週火曜日に放送されていた旅番組。放送時刻は当初は19:00 - 21:00、7月からは19:58 - 21:00（いずれもJST）だった。
旅先を関東・甲信越・中部地方に限定している。

### 概要
落語家の林家三平が旅人となって関東・甲信越・中部地方を巡り、地域の知られざる魅力を発見することをコンセプトとした旅番組。
番組独自の演出としては、旅先で出会った地元の人に向け、三平がその場所や人、産品などに関連した「なぞかけ」を披露し、その際に記入したサイン色紙を相手にプレゼントするのが定番となっていた（当初は立ち寄り先ごとに、後に番組の締めとして毎週1度のみ行うようになった）。
なお、「地域創生旅番組」の定義する「中部地方」には三重県・福井県が含まれるため、おきらく旅の担当エリアは計17都県であったが、番組終了までに巡ったのは12都県だった。

### エピソード
- 2022年6月7日の放送回で、番組放送中に放送局公式アプリのリアルタイムコメント（視聴者チャット機能）を使い、三平が「林家三平」のニックネームで視聴者と交流する企画が行われた[24]。その後も三平はプライベートとして大半の放送回で同コメント欄に参加するようになり、時には他の番組にもコメントすることもあった。
- 同放送枠の他番組では案内人なしの「一人旅」なる場合が見受けられたが、当番組では全ての回で案内人ゲストが出演していた。

### 出演者・スタッフ
2002年9月現在
- 旅人・語り：林家三平
- ナレーション：山本彬（7月以降、三平と分担）
- 技術：スパイラルビジョン
- 車輌：アイベックス
- リサーチ：新井ちひろ
- AD：西村舞花
- ディレクター：岩田裕生、桑野誠、高橋暁
- プロデューサー：大石健

### 放送リスト
| 回 | 放送日        | 旅先                                               | 案内人       | 備考 |
| -- | ------------- | -------------------------------------------------- | ------------ | --- |
| 1  | 2022年3月29日 | 新潟県燕三条                                       | 中田エミリー | 当初の放送時間19:00 - 21:00                                                                              |
| 2  | 4月5日        | 〃長岡市                                           | 中田エミリー | |
| 3  | 4月12日       | 埼玉県行田市                                       | 大島麻衣     | 案内人の大島は千葉県出身                                                                                 |
| 4  | 4月19日       | 〃草加市                                           | 大島麻衣     | |
| 5  | 4月26日       | 福井県鯖江市                                       | ちかまろ     | |
| 6  | 5月3日        | 〃福井市                                           | ちかまろ     | |
| 7  | 5月10日       | 千葉県旭市                                         | 大島麻衣     | |
| 8  | 5月17日       | 〃銚子市                                           | 大島麻衣     | |
| 9  | 5月24日       | 石川県能登町                                       | 加藤美帆     | |
| 10 | 5月30日       | 〃金沢市                                           | 加藤美帆     | |
| 11 | 6月7日        | #5の再放送                                         | #5の再放送   | 林家三平が公式チャットに初参加 （『公式アプリ』を参照）                                                  |
| 12 | 6月14日       | 山梨県甲府市・甲州 市                              | 三澤紗千香   | 〃、 6月7日放送予定から1週間延期                                                                         |
| 13 | 6月21日       | #8の再放送                                         | #8の再放送   | |
| 14 | 6月28日       | #12の再放送                                        | #12の再放送  | |
| 15 | 7月5日        | 静岡県静岡市・富士宮市                             | 西野未姫     | 今回から放送時間が19:58 - 21:00に短縮。 静岡市の訪問先はチェーン弁当店の「天神屋」を除き清水区のみ       |
| 16 | 7月12日       | 〃焼津市                                           | 西野未姫     | 焼津市長が出演                                                                                           |
| 17 | 7月26日       | 群馬県前橋市                                       | 大友花恋     | 特番のため一週間順延                                                                                     |
| 18 | 8月2日        | 〃高崎市                                           | 大友花恋     | |
| 19 | 8月9日        | 岐阜県関市                                         | 北原里英     | 案内人の北原は祖父が岐阜県出身の所縁で出演                                                               |
| 20 | 8月16日       | 〃海津市                                           | 北原里英     | |
| 21 | 8月23日       | 長野県佐久市                                       | 折井あゆみ   | |
| 22 | 8月30日       | 〃須坂市                                           | 折井あゆみ   | |
| 23 | 9月6日        | 三重県松阪市                                       | 佐藤聖羅     | |
| 24 | 9月13日       | 〃四日市市                                         | 佐藤聖羅     | |
| 25 | 9月20日       | 東京都新宿区新大久保・ 荒川区三河島、 群馬県前橋市 | 大友花恋     | 『韓国グルメ満喫ツアー』と題しコリアンタウン巡り（前橋市部分は以前の放送回から焼肉店ロケ映像を二次利用） |
| 26 | 9月27日       | 総集編                                             | 総集編       | 最終回                                                                                                   |

## よかたび
『よかたび』は、BSJapanextで2022年3月28日から同年9月29日まで毎週木曜日に放送していた旅番組。放送時刻は当初19:00 - 21:00 、7月からは19:58 - 21:00（いずれもJST）。旅先を九州地方・沖縄県（計8県）に限定している。

### 概要
俳優・石丸謙二郎とタレント・中澤裕子が、原則2週間交代で出演し、それぞれ『石丸謙二郎のよかたび』『中澤裕子のよかたび』の番組名で放送されている。
「よか」とは九州地方の方言で「良い」を意味し、番組は『九州・沖縄の「よか」場所・モノ・人を発見する』をコンセプトとしている。
なお、よかたびでは案内人も同一のご当地タレントがレギュラー出演していた（他の旅番組では旅先の都道府県ゆかりのゲストだった）。

### ミニコーナー
いずれも放送時間短縮の影響からか7月頃に終了
- ニッポンの絶品おみや - 「案内人」が現地のちょっと変わったお土産を紹介し、「旅人」がお墨付きを与えるか否かを判定する（但し不合格は皆無だった）。当初は移動中の車内で収録されていたが、後に工場などを見学、体験するケースも見られるようになった。当初はよかたび（主に石丸回）限定のコーナーだったが、終盤には他の曜日でも数回のみ実施された。
- 質問コーナー - 視聴者からの質問や相談に旅人らが答える。

### 出演者・スタッフ
石丸謙二郎のよかたび
- 旅人・語り：石丸謙二郎
- 案内人：上野聖和（土居上野）
- ナレーション：桜木つぐみ

中澤裕子のよかたび
- 旅人・語り：中澤裕子
- 案内人：ちんねん（福岡県前原市出身のローカルタレント）
- ナレーション：桜木つぐみ（2022年夏頃から）

製作
2022年9月時点
- 技術：ATC
- 車両：AND FILM STUDIO
- 編集：ATC
- 本編集：中原伶太朗
- 音効：行本秀樹
- リサーチ：間宮彩子
- AD：濱本郁
- ディレクター：中島智子
- プロデューサー：大石健

### 放送リスト
| 回 | 放送日        | 旅先                     | 旅人 | 備考                                                                                               |
| -- | ------------- | ------------------------ | ---- | -------------------------------------------------------------------------------------------------- |
| 1  | 2022年3月31日 | 長崎県平戸市             | 石丸 | 当初の放送時間19:00 - 21:00                                                                        |
| 2  | 4月7日        | 〃波佐見町               | 石丸 | |
| 3  | 4月14日       | 宮崎県宮崎市             | 中澤 | |
| 4  | 4月21日       | 〃西都市                 | 中澤 | |
| 5  | 4月28日       | 熊本県菊池市             | 石丸 | |
| 6  | 5月5日        | 〃御船町                 | 石丸 | |
| 7  | 5月12日       | 福岡県糸島市             | 中澤 | |
| 8  | 5月19日       | 〃福岡市                 | 中澤 | |
| 9  | 5月26日       | 佐賀県上峰町・吉野ヶ里町 | 石丸 | |
| 10 | 6月2日        | #2の再放送（再編集版）   | 石丸 | |
| 11 | 6月9日        | 鹿児島県志布志市         | 中澤 | 放送時間20:00まで。 中澤が『中澤裕子本人』のニックネームで公式チャットに参加（『公式アプリ』参照） |
| 12 | 6月16日       | 〃鹿児島市               | 中澤 | |
| 13 | 6月30日       | #2の再放送               | 石丸 | 特別編成のため1週順延                                                                              |
| 14 | 7月7日        | 大分県杵築市             | 石丸 | 今回から放送時間が19:58 - 21:00に短縮                                                              |
| 15 | 7月14日       | 福岡県大木町             | 石丸 | |
| 16 | 8月4日        | #7の再放送（再編集版）   | 中澤 | 特別編成のため2週順延                                                                              |
| 17 | 8月11日       | 沖縄県那覇市             | 中澤 | 今回で九州・沖縄地方全県訪問                                                                       |
| 18 | 8月18日       | 宮崎県木城町             | 石丸 | |
| 19 | 8月25日       | 〃延岡市                 | 石丸 | |
| 20 | 9月1日        | 長崎県雲仙市             | 中澤 | ちんねん休止のため中澤のみ出演、中澤最後の出演回                                                   |
| 21 | 9月8日        | 〃長崎市                 | 中澤 | ちんねん休止のため中澤のみ出演、中澤最後の出演回                                                   |
| 22 | 9月22日       | 福岡県福岡市             | 石丸 | |
| 23 | 9月29日       | 〃大川市・八女市         | 石丸 | 最終回                                                                                             |

## アプリで生判定!地域創生プレゼンバトル
『アプリで生判定！地域創生プレゼンバトル』（あぷりでなまはんてい ちいきそうせいぷれぜんばとる）は、BSJapanextで2022年4月1日から9月30日まで毎週金曜日に放送されていた生放送のバラエティ番組。

### 概要
日本各地に眠る絶景やグルメなどの知られざる魅力を東西対抗形式で紹介していた。MC（判定人）はタレントの関根勤と小堺一機（交代制）、進行はフリーアナウンサーの山中秀樹。
同枠の旅番組を東（月・火曜日）西（水・木曜日）チームに分け、各番組の映像から『絶景対決』『海鮮対決』などのテーマに沿ったものをダイジェスト放送し、スタジオではそれを元にお笑い芸人を中心とした東西のプレゼンターが自身の芸を交えながら魅力をプレゼンテーションし、東西どちらが良かったかMCや視聴者が判定する。
通常プレゼンターは東西各1名ずつで、対決は3回戦程度行われる。

### プレゼンター
| 回 | 放送日       | 判定人   | プレゼンター           | プレゼンター                       | 備考 |
| 回 | 放送日       | 判定人   | 西日本                 | 東日本                             | 備考 |
| -- | ------------ | -------- | ---------------------- | ---------------------------------- | --- |
| 1  | 2022年4月1日 | 小堺一機 | やす（ずん）           | 石出奈々子                         | 当初の放送時間：金曜 19:00 - 20:00 続く20:00 - 21:00には当番組で取り上げた商品を販売するジャパネットたかたのテレショップ番組を放送（別番組扱い） |
| 2  | 4月8日       | 関根勤   | 本村健太郎             | みほとけ                           | |
| 3  | 4月15日      | 小堺     | やす（ずん）           | 牧野ステテコ                       | |
| 4  | 4月22日      | 関根     | まぁこ                 | あらぽん（ANZEN漫才）              | |
| 5  | 5月13日      | 小堺     | 河邑ミク               | のり（オテンキ）                   | |
| 6  | 5月20日      | 関根     | おさる                 | 小出真保                           | |
| 7  | 5月27日      | 小堺     | 本村健太郎             | 薄幸（納言）                       | |
| 8  | 6月3日       | 関根     | 森田悟（スパローズ）   | 餅田コシヒカリ（駆け抜けて軽トラ） | |
| 9  | 6月10日      | 小堺     | 井川修司（イワイガワ） | 西野未姫                           | |
| 10 | 6月17日      | 関根     | みかん                 | たきうえ（流れ星☆）                | |
| 11 | 7月1日       | 〃       | やす（ずん）           | りんごちゃん                       | りんごちゃんは旅番組案内人とプレゼンターの両方で出演した初のケースとなった                                                                       |
| 12 | 7月8日       | 小堺     | あぁ〜しらき           | 岩井ジョニ男（イワイガワ）         | 金曜 19:58 - 21:00に枠移動。前述のテレショップは今回より当番組内のコーナーとして放送。                                                           |
| 13 | 7月15日      | 関根     | 江上敬子（ニッチェ）   | のり（オテンキ）                   | |
| 14 | 8月5日       | 小堺     | おさる                 | メルヘン須長                       | |
| 15 | 8月26日      | 関根     | やす（ずん）           | 北原里英                           | |
| 16 | 9月2日       | 〃       | おさる                 | 紺野ぶるま                         | |
| 17 | 9月9日       | 〃       | 和泉杏（ハルカラ）     | のり（オテンキ）                   | |
| 18 | 9月30日      | 小堺     | おさる                 | 西野未姫                           | 最終回 |

### 公式アプリ連動
視聴者は放送局公式スマホアプリで、『どちらのプレゼンが良かったか』を投票し、その得票率がアプリと番組内にて発表される。ただし最終判定はMCの独断で行われる。
同アプリの「リアルタイムコメント」（視聴者チャット機能）の書き込みが放送画面に表示されたり山中に随時読み上げられるほか、MCも生放送中に手元のiPadからそれぞれ「つとむ」「小堺」のニックネームで書き込むのが恒例となっていた。

### その他
- 対決テーマが料理の場合は、勝敗決定後にMCが勝利した方の紹介した料理を、進行の山中が敗れた側の料理を食べる。
- MC席には「いいねボタン」が設置されていて、プレゼンを気に入ったときに押下するが、MC自身の声（録音）で「いいね」と流れる演出的役割しかない。
- 原則的には各曜日の旅番組で連動通販の対象になった4つの商品も紹介されるが、稀に対決テーマに沿わず扱われない場合もある。
- EPGには「データ放送」と表記される場合もあるが、前述アプリのダウンロード案内画面が表示されるだけで、番組と連動した企画などは実施されていない。

## コロッケのよかもん珍道中
『コロッケのよかもん珍道中』は、BSJapanextにて2022年10月13日から2023年1月26日までの間、毎週木曜日 19:58 - 21:00（JST）に放送されていた旅番組。

### 概要
熊本県出身のものまねタレント、コロッケが九州・沖縄地方を旅し、地域の魅力を掘り起こす旅番組。BSJapanext開局から半年間放送されていた『よかたび』（後述）の後継番組として開始された。
2023年1月26日の放送をもって番組終了となった。なお、僅か3ヶ月余りでの番組終了となった事に関し、番組最終回の視聴者への挨拶の中でコロッケは「長期間の舞台出演に伴い番組ロケのスケジュール確保が出来なくなったため、一旦終了とさせて下さい」と説明した。

### スタッフ
2022年10月現在
- ナレーション：伊達淳彦
- 技術：エーティーシー
- 車両：アンドフィルムスタジオ
- 編集：さくら組
- 音効：行本秀樹
- リサーチ：間宮彩子
- AD：濱本郁
- ディレクター：田中寛明
- プロデューサー：大石健

### 放送リスト
| 回 | 放送日         | 旅先             | 備考 |
| -- | -------------- | ---------------- | --- |
| 1  | 2022年10月13日 | 宮崎県都城市     | |
| 2  | 10月20日       | 宮崎県都城市     | |
| 3  | 10月28日       | 〃日南市         | コロッケが怪我で休止のため、代役の清水アキラによる「清水アキラのよかもん珍道中」として放送（#4、6も同じ） |
| 4  | 11月10日       | 〃日南市         | 特別編成のため前週休止                                                                                    |
| 5  | 11月17日       | （宮崎県）       | #1・2のダイジェスト版                                                                                     |
| 6  | 11月24日       | 福岡県福岡市     | |
| 7  | 12月1日        | 〃               | コロッケが怪我から復帰                                                                                    |
| 8  | 12月8日        | 佐賀県伊万里市   | |
| 9  | 12月15日       | 〃佐賀市         | |
| 10 | 12月22日       | （福岡県福岡市） | #7の再放送                                                                                                |
| 11 | 12月29日       | 長崎県長崎市     | |
| 12 | 2023年1月5日   | 〃五島市         | |
| 13 | 1月12日        | 〃松浦市         | |
| 14 | 1月19日        | 〃壱岐市         | |
| 15 | 1月26日        | （佐賀県）       | #8・9のダイジェスト版、最終回                                                                             |

## てくてくひとり旅
『てくてくひとり旅』は、BSJapanextにて2022年10月11日から2023年2月28日まで毎週火曜日 19:58 - 21:00（JST）に放送されていた旅番組。

### 概要
BSJapanext開局から半年間放送されていた『林家三平のおきらく旅』を引き継ぎ、関東甲信・東海・北陸地方の知られざる魅力を探す旅番組となっていた。
同枠の旅番組では唯一、出演者が固定されておらず、月替わりの出演者がひとり旅をするスタイルとなっていた。なお、番組内では『○○（出演者名）の てくてくひとり旅』と冠番組のようにタイトル表示されていた（番組表等では正式タイトルの『てくてくひとり旅』と表記されていた）。
最終回の告知などはなかったが2023年3月以降は放送されず、実質終了したものとみられる。

### スタッフ
2022年10月現在
- 技術：スパイラルビジョン、ジャパネットブロードキャスティング
- 車輌：アイベックス
- 編集：細田匡彦、近藤圭、那須俊介
- リサーチ：新井ちひろ
- AD：西村舞花、上保建人
- ディレクター：岩田裕生、桑野誠
- プロデューサー：大石健

### 旅人・旅先
| 回 | 放送日         | 旅人         | 旅先                   | 備考                                                    |
| -- | -------------- | ------------ | ---------------------- | ------------------------------------------------------- |
| 1  | 2022年10月11日 | 速水もこみち | 茨城県守谷市・常総市   | 速水出演期間の番組テーマ曲：ゴダイゴ「銀河鉄道999」     |
| 2  | 10月18日       | 速水もこみち | 〃牛久市・常総市       |                                                         |
| 3  | 10月25日       | 速水もこみち | 埼玉県行田市           |                                                         |
| 4  | 11月1日        | 速水もこみち | 栃木県大田原市         |                                                         |
| 5  | 11月8日        | 速水もこみち | （茨城県）             | #1・2のダイジェスト版                                   |
| 6  | 11月15日       | 大沢樹生     | 富山県黒部市           | 大沢出演期間中の番組テーマ曲：光GENJI「パラダイス銀河」 |
| 7  | 11月22日       | 大沢樹生     | 〃高岡市               |                                                         |
| 8  | 11月29日       | 大沢樹生     | 新潟県新潟市           |                                                         |
| 9  | 12月6日        | 大沢樹生     | 〃長岡市               |                                                         |
| 10 | 12月13日       | 大沢樹生     | （富山県）             | #6・7のダイジェスト版                                   |
| 11 | 12月20日       | JOY          | 神奈川県秦野市・綾瀬市 | 今回より最終回までの番組テーマ曲：星野源「アイデア」    |
| 12 | 12月27日       | JOY          | 東京都蔵前・浅草橋     |                                                         |
| 13 | 2023年1月10日  | JOY          | 茨城県つくば市         |                                                         |
| 14 | 1月17日        | JOY          | 〃筑西市               |                                                         |
| 15 | 1月24日        | JOY          | （神奈川県・東京都）   | #11・12のダイジェスト版                                 |
| 16 | 1月31日        | はな         | 岐阜県飛騨古川         |                                                         |
| 17 | 2月7日         | はな         | 〃高山市               |                                                         |
| 18 | 2月14日        | はな         | 埼玉県川越市           |                                                         |
| 19 | 2月21日        | はな         | 〃さいたま市           |                                                         |
| 20 | 2月28日        | はな         | （岐阜県）             | #16・17のダイジェスト編、最終回                         |

## 宮川一朗太のおっ!さんぽ
『宮川一朗太のおっ!さんぽ』（みやかわいちろうたの おっ さんぽ）は、BSJapanextで2022年3月30日から2023年4月24日まで放送されていた旅番組。現在の放送時間は毎週月曜日 19:58 - 21:00（JST）。

### 概要
旅人の俳優・宮川一朗太が『おっさんならではの嗅覚で、思わず「おっ!」となる地域の魅力を発掘する』をコンセプトとした旅番組。旅先を北海道・東北地方の7道県に限定している。
放送開始から半年間は水曜日放送、関西・中国・四国地方担当だったが、同時期に開始され月曜日に放送されていた『徳永ゆうきのはなうた旅』（後述）の番組終了に伴い枠移動し、担当地域も引き継いだ。
番組名に「さんぽ」と付いているが、いわゆる「さんぽ番組」ではない。宮川が歩いている映像は殆どが目的地直前から始まり、また徒歩が現実的ではない長距離区間の移動も多く見られるため、実際は他の曜日と同様に主にロケ車で移動していると見られる。
番組放送中には放送局公式アプリ内の番組公式チャットに宮川本人が『いちろうた【本人】』のニックネームで頻繁に書き込む。

### スタッフ
2022年10月現在
- ナレーション：辻紗樹
- 技術：株式会社テレモアドットコム（仙台市）
- リサーチ：間宮彩子
- ディレクター：柴野政之
- 編集：株式会社S-story（仙台市）
- 音効：M-TANK（東京都）
- AD：堂前力真
- プロデューサー：大石健

過去
2022年9月時点（水曜日時代）
- ナレーション：山本彬（2022年8月頃 - 9月）
- 技術：関西東通（大阪市）
- 車両：株式会社NASHOSA（大阪市）
- 音効：M-TANK（東京都）
- 編集：東通インフィニティー（大阪市）
- 編集ディレクター：亀井さわ子、杉山伊津美
- リサーチ：新井ちひろ
- 製作スタッフ：山田淳哉
- ディレクター：斎藤万里絵、中島智子
- プロデューサー：大石健

### 放送リスト
水曜日時代（関西・中国・四国地方）
| 回 | 放送日        | 旅先                                                                                                   | 案内人                                                                                                 | 備考 |
| -- | ------------- | --- | --- | --- |
| 1  | 2022年3月30日 | 京都府京都市伏見                                                                                       | チキチキジョニー                                                                                       | 当初は水曜日（関西・中国・四国）担当。放送時間は当初19:00 - 21:00                                                                  |
| 2  | 4月6日        | 〃宇治市                                                                                               | | |
| 3  | 4月13日       | 兵庫県佐用町                                                                                           | 藤江れいな                                                                                             | |
| 4  | 4月20日       | 〃豊岡市                                                                                               | ユリオカ超特Ｑ                                                                                         | |
| 5  | 4月27日       | 山口県周南市                                                                                           | 波田陽区                                                                                               | |
| 6  | 5月4日        | 〃下関市                                                                                               | 波田陽区                                                                                               | |
| 7  | 5月11日       | 滋賀県近江八幡市                                                                                       | なし                                                                                                   | |
| 8  | 5月18日       | 〃竜王町                                                                                               | なし                                                                                                   | |
| 9  | 5月25日       | 岡山県倉敷市                                                                                           | なし                                                                                                   | |
| 10 | 6月1日        | 〃倉敷市・井原市                                                                                       | なし                                                                                                   | |
| 11 | 6月8日        | 『宮川一朗太のゆるり大人散歩〜大阪編〜』（BSテレビ東京、2022年2月19日放送）の再放送。 ゲスト藤江れいな | 『宮川一朗太のゆるり大人散歩〜大阪編〜』（BSテレビ東京、2022年2月19日放送）の再放送。 ゲスト藤江れいな | 放送時間20:00まで。 放送局公式アプリのチャットに番組放送中、宮川が『いちろうた【本人】』のニックネームで参加（『公式アプリ』参照） |
| 12 | 6月15日       | 島根県出雲市                                                                                           | なし                                                                                                   | 宮川が公式チャットに参加 |
| 13 | 6月29日       | #10の再放送                                                                                            | #10の再放送                                                                                            | サッカー中継のため一週間順延 |
| 14 | 7月6日        | 島根県奥出雲町                                                                                         | 波田陽区                                                                                               | 今回から放送時間が19:58 - 21:00に短縮                                                                                              |
| 15 | 7月20日       | 和歌山県田辺市                                                                                         | フォーリンラブ・ ハジメ                                                                                | サッカー中継のため一週間順延 |
| 16 | 7月27日       | 〃田辺市・みなべ町                                                                                     | フォーリンラブ・ ハジメ                                                                                | |
| 17 | 8月3日        | 広島県廿日市市                                                                                         | 東ちづる                                                                                               | |
| 18 | 8月10日       | 〃三原市                                                                                               | 東ちづる                                                                                               | |
| 19 | 8月17日       | 香川県丸亀市                                                                                           | なし                                                                                                   | |
| 20 | 8月24日       | 徳島県美馬市                                                                                           | なし                                                                                                   | |
| 21 | 8月31日       | 高知県四万十町                                                                                         | なし                                                                                                   | |
| 22 | 9月7日        | 〃大川村                                                                                               | なし                                                                                                   | |
| 23 | 9月14日       | 鳥取県倉吉市                                                                                           | なし                                                                                                   | ゲスト：下國伸（料理人） |
| 24 | 9月21日       | 鳥取県倉吉市                                                                                           | なし                                                                                                   | ゲスト：下國伸（料理人） |
| 25 | 9月28日       | 総集編                                                                                                 | 総集編                                                                                                 | |

月曜日移転後（北海道・東北地方）
| 回 | 放送日        | 旅先                                                    | 備考                                 |
| -- | ------------- | ------------------------------------------------------- | ------------------------------------ |
| 26 | 10月10日      | 岩手県一関市                                            | ゲスト：下國伸                       |
| 27 | 10月17日      | 岩手県一関市                                            | ゲスト：下國伸                       |
| 28 | 10月24日      | 山形県酒田市                                            |                                      |
| 29 | 10月31日      | 山形県酒田市                                            |                                      |
| 30 | 11月7日       | （岩手県一関市）                                        | #26・27のダイジェスト版              |
| 31 | 11月14日      | 青森県五戸町                                            |                                      |
| 32 | 11月21日      | 〃八戸市                                                |                                      |
| 33 | 11月28日      | 北海道帯広市                                            |                                      |
| 34 | 12月5日       | 〃札幌市                                                |                                      |
| 35 | 12月12日      | （北海道）                                              | 前2週のダイジェスト版                |
| 36 | 12月19日      | 福島県会津若松市                                        |                                      |
| 37 | 12月26日      | 〃二本松市                                              |                                      |
| 38 | 2023年1月16日 | 宮城県岩沼市                                            |                                      |
| 39 | 1月23日       | 〃塩竈市                                                |                                      |
| 40 | 1月30日       | （福島県）                                              | #36・37のダイジェスト版              |
| 41 | 2月6日        | 岩手県平泉町・一関市                                    |                                      |
| 42 | 2月13日       | 〃花巻市                                                |                                      |
| 43 | 2月20日       | 北海道函館市                                            |                                      |
| 44 | 2月27日       | 〃八雲町                                                |                                      |
| 45 | 3月6日        | （宮城県）                                              | #38・39 のダイジェスト版             |
| 46 | 3月13日       | 宮城県石巻市、仙台市、山元町                            | ふるさと納税返礼品特集               |
| 47 | 3月20日       | 〃名取市                                                |                                      |
| 48 | 3月27日       | 北海道特別編（網走市、弟子屈町）                        |                                      |
| 49 | 4月3日        | 北海道特別編（網走市、弟子屈町）                        |                                      |
| 50 | 4月10日       | （東北地方）                                            | 「東北のグルメ満喫旅」と題する総集編 |
| 51 | 4月17日       | 卒業旅行特別編 秋田の秘湯名湯めぐり弾丸ツアー（秋田県） | 北海道・東北地方全県訪問を達成       |
| 52 | 4月24日       | 卒業旅行特別編 秋田の秘湯名湯めぐり弾丸ツアー（秋田県） | ゲスト：渡部秀 最終回                |

## 名湯秘湯 ゆるり旅
『名湯秘湯 ゆるり旅』（めいとうひとう ゆるりたび）はBSJapanextで2023年4月19日から同年12月20日まで毎週水曜日 19:58 - 21:00（JST）に放送中の旅番組。

### 概要
お笑い芸人の岡田圭右（ますだおかだ）が名湯、秘湯を巡る旅番組。2022年10月から半年間、同じく岡田が旅人として出演し同じ枠で放送されていた『ますおか岡田のええもんWOW!』（ますおかますだのええもんワオ、後述）の後継番組にあたる。ゆるり旅は日本全国の有名温泉を中心に、周辺の人気観光地を巡るなど、本格的な旅番組のスタイルを踏襲している。
なお、一部の放送回を再編集し「ニッポン湯けむり散歩」という番組名で他の民放BS局（ジャパネットたかたのテレショップ枠）において放送される場合がある。

#### ますおか岡田のええもんWOW!
ゆるり旅の前身となる旅番組『ますおか岡田のええもんWOW!』は、更に前身となる『宮川一朗太のおっ!さんぽ』（開局時から約半年間放送、後述）が月曜日に枠移動したのを受け、水曜枠を岡田が引き継ぐ形で2022年10月12日から2023年4月12日までの半年間放送されていた。
ゆるり旅と比較した『ええもんWOW!』の特徴としては、旅行先が「関西・中国・四国地方）に限定されていた（曜日ごとの各番組に担当地域が設定されていた）、日帰り旅行スタイルである（原則宿泊施設は登場せず、撮影も朝から日没頃まで）、あまり観光地化されていない場所を中心に巡り、知られざる（または風変わりな）名所・名物・人物の探索に重点が置かれている、といった点が挙げられる。
知られざる場所・人・物の探索に重点が置かれ、原則的に宿泊施設は登場せず撮影日程も当日朝から日没頃までという日帰り旅行スタイルを取り、知られざる
また、岡田が持ち前のコミュニケーション能力を活かして地元住民と交流する事が多かった。
番組で取り上げた人・物・景色・店舗などを対象に、岡田がその場で番組認定の「ええもん」に該当するかを決め、認定の場合は番組ノベルティのステッカーが進呈される（ただし殆んどの場合は認定される）。

### スタッフ
「ええもんWOW!」番組開始当時（2022年10月）
- ナレーション：角田怜映奈
- 技術：関西東通（大阪市）
- 車両：株式会社NASHOSA（大阪市）
- 編集：中野明、東通インフィニティー（大阪市）
- リサーチ：新井ちひろ
- 製作スタッフ：山田淳哉
- ディレクター：岡﨑朋子
- プロデューサー：大石健

「ゆるり旅」開始後（2023年5月現在）
- ナレーション：今井輝光香
- 技術：関西東通
- 車両：NASHOSA
- 編集：亀井さわ子（亀人）、東通Infinity
- 音効：M-Tank
- リサーチ：新井ちひろ、上保健人
- 製作スタッフ：山田淳哉
- ディレクター：斎藤万里絵
- プロデューサー：大石健

### 放送リスト

#### 番組リニューアル前
| 『ますおか岡田のええもんWOW!』 | 『ますおか岡田のええもんWOW!』 | 『ますおか岡田のええもんWOW!』 | 『ますおか岡田のええもんWOW!』                       |
| 回                             | 放送日                         | 旅先                           | 備考                                                 |
| ------------------------------ | ------------------------------ | ------------------------------ | ---------------------------------------------------- |
| 1                              | 2022年10月12日                 | 大阪府八尾市                   |                                                      |
| 2                              | 10月19日                       | 〃泉大津市                     |                                                      |
| 3                              | 10月26日                       | 滋賀県大津市                   |                                                      |
| 4                              | 11月2日                        | 〃沖島（近江八幡市）           | 沖島は琵琶湖に浮かぶ有人島                           |
| 5                              | 11月9日                        | （大阪府）                     | #1・2のダイジェスト版                                |
| 6                              | 11月16日                       | 山口県 下関市                  | 一部、担当地域外となる門司（北九州市）での撮影       |
| 7                              | 11月23日                       | 山口県 下関市                  |                                                      |
| 8                              | 11月30日                       | 大阪府大阪市                   |                                                      |
| 9                              | 12月7日                        | 兵庫県神戸市                   |                                                      |
| 10                             | 12月14日                       | （山口県下関市）               | #6・7のダイジェスト版                                |
| 11                             | 12月21日                       | 愛媛県宇和島市                 |                                                      |
| 12                             | 12月28日                       | 〃今治市                       |                                                      |
| 13                             | 2023年1月4日                   | 京都府京都市                   |                                                      |
| 14                             | 1月11日                        | 京都府京都市                   | ゲスト：山村紅葉                                     |
| 15                             | 1月18日                        | （大阪府・兵庫県）             | #8・9のダイジェスト版                                |
| 16                             | 1月25日                        | 岡山県浅口市                   | ゲスト：中西圭三                                     |
| 17                             | 2月1日                         | 〃岡山市                       |                                                      |
| 18                             | 2月8日                         | 大阪府大阪市                   |                                                      |
| 19                             | 2月15日                        | 大阪府大阪市                   | ゲスト：中山エミリ                                   |
| 20                             | 2月22日                        | （京都府京都市）               | #13・14のダイジェスト版                              |
| 21                             | 3月1日                         | 広島県呉市・江田島市           |                                                      |
| 22                             | 3月8日                         | 〃三原市                       |                                                      |
| 23                             | 3月15日                        | 奈良県吉野町                   | 今回で担当エリア全府県訪問を達成（前身番組と合わせ） |
| 24                             | 3月22日                        | 〃下市町                       |                                                      |
| 25                             | 3月29日                        | 兵庫県淡路島                   |                                                      |
| 26                             | 4月5日                         | 兵庫県淡路島                   |                                                      |
| 27                             | 4月12日                        | （広島県）                     | #21・22のダイジェスト。リニューアル前の最終回        |

#### 番組リニューアル後
| 『名湯秘湯 めぐり旅』 | 『名湯秘湯 めぐり旅』 | 『名湯秘湯 めぐり旅』                                  | 『名湯秘湯 めぐり旅』                                                                 |
| 回                    | 放送日                | 旅先                                                   | 備考                                                                                  |
| --------------------- | --------------------- | ------------------------------------------------------ | ------------------------------------------------------------------------------------- |
| 1                     | 2023年4月19日         | 南紀白浜温泉（和歌山県白浜町）                         |                                                                                       |
| 2                     | 4月26日               | 熊野本宮温泉郷（川湯温泉・湯の峰温泉。〃田辺市）       |                                                                                       |
| 3                     | 5月10日               | 有馬温泉（兵庫県神戸市）                               | 前週休止                                                                              |
| 4                     | 5月17日               | 赤穂御崎温泉（〃赤穂市）                               |                                                                                       |
| 5                     | 5月24日               | 長浜太閤温泉（滋賀県長浜市）                           |                                                                                       |
| 6                     | 5月31日               | 嵐山温泉（京都府京都市）                               |                                                                                       |
| 7                     | （6月7日）            | （休止）                                               | サッカー天皇杯2回戦 「長崎VS甲府」のため休止。ミスのためか翌週の通し番号が「8」となる |
| 8                     | 6月14日               | 定山渓温泉（北海道札幌市）                             | 番組初となる旧担当地域外への旅                                                        |
| 9                     | 6月21日               | 登別温泉（〃登別市）                                   |                                                                                       |
| 10                    | 6月28日               | 気分爽快!極上温泉スペシャル（総集編）                  |                                                                                       |
| 11                    | 7月5日                | 長湯温泉（大分県竹田市）                               | 今回より番組開始時刻が20:00に変更（放送時間が2分間短縮）                              |
| 12                    | 7月12日               | みょうばん温泉（〃別府市）                             |                                                                                       |
| 13                    | 7月19日               | 大原温泉（京都府京都市）                               | ゲスト：山村紅葉                                                                      |
| 14                    | 7月26日               | 洞川温泉（奈良県天川村）                               |                                                                                       |
| 15                    | 8月2日                | 気分爽快! 極上温泉スペシャル!（総集編）                |                                                                                       |
| 16                    | 8月9日                | 熱海温泉（静岡県熱海市）                               | ゲスト：西村知美                                                                      |
| 17                    | 8月16日               | 湯河原温泉（神奈川県湯河原町）                         | ゲスト：西村知美                                                                      |
| 18                    | 8月23日               | 山中湖温泉（山梨県）                                   | ゲスト：赤井英和                                                                      |
| 19                    | 8月30日               | 下部温泉（〃身延町）／富士田貫湖温泉（静岡県富士宮市） |                                                                                       |
| 20                    | 9月6日                | 視聴者が気になった珠玉の温泉ベスト5（総集編）          |                                                                                       |
| 21                    | 9月13日               | 湯の川温泉（北海道函館市）                             | ゲスト：かたせ梨乃                                                                    |
| 22                    | 9月20日               | 大船温泉（〃）ホテル函館ひろめ荘                       | ゲスト：かたせ梨乃                                                                    |
| 23                    | 9月27日               | 全国秘湯スペシャル（総集編）                           |                                                                                       |
| 24                    | 10月4日               | 不明（福岡県）                                         | ゲスト：藤吉久美子                                                                    |
| 25                    | 10月11日              | 志賀島（〃）                                           | ゲスト：藤吉久美子                                                                    |
| 26                    | 10月18日              | 不明（高知県）                                         |                                                                                       |
| 27                    | 10月25日              | 土佐龍温泉（〃土佐市）                                 |                                                                                       |
| 28                    | 11月1日               | 山中温泉（石川県加賀市）                               |                                                                                       |
| 29                    | 11月8日               | （〃羽咋市）                                           |                                                                                       |
| 30                    | 11月15日              | 一度は行きたい温泉地ランキング（総集編）               |                                                                                       |
| 31                    | 11月22日              | 城崎温泉（兵庫県豊岡市）                               |                                                                                       |
| 32                    | 11月29日              | 湯村温泉（〃新温泉町）                                 |                                                                                       |
| 33                    | 12月6日               | 蔵王温泉（山形県山形市）                               |                                                                                       |
| 34                    | 12月13日              | 米沢八湯（〃米沢市）                                   |                                                                                       |